# Infinity Blade III
Infinity Blade III est un jeu vidéo d'action et de rôle pour iOS, développé par Chair Entertainment et Epic Games. Il s'agit du troisième jeu de la série Infinity Blade. Il est sorti sur l'App Store le 18 septembre 2013. Les personnages principaux du jeu sont Siris et Isa.
Le jeu a été retiré de l'App Store le 10 décembre 2018, aux côtés d'Infinity Blade et Infinity Blade II, en raison de difficultés à mettre à jour le jeu pour du matériel plus récent, sans qu'une réédition ne soit prévue. Cette application n'est plus téléchargeable sur son historique acheté depuis le 28 août 2020, Apple ayant résilié le compte développeur d'Epic Games à cette date. 

## Accueil
Justin Davis, de IGN, a attribué au jeu une note de 9,1 « Incroyable », le qualifiant de fin appropriée à la franchise. Davis a déclaré que, bien que toutes les idées ne fonctionnent pas, le jeu est véritablement plus grand et plus épique que ses prédécesseurs, louant son jeu vocal « incroyable », ses visuels, « magnifiques » et ses combats « intenses et gratifiants »,,. 